# سیلویو برلوسکونی
سیلویو برلوسکونی (به ایتالیایی: Silvio Berlusconi؛ ۲۹ سپتامبر ۱۹۳۶ – ۱۲ ژوئن ۲۰۲۳)، سرمایه‌دار رسانه‌ای و سیاستمدار ایتالیایی بود که به عنوان نخست‌وزیر ایتالیا در چهار دولت از سال‌های ۱۹۹۴ تا ۱۹۹۵، ۲۰۰۱ تا ۲۰۰۶ و ۲۰۰۸ تا ۲۰۱۱ این سمت را به عهده داشت. او دومین نخست‌وزیر ایتالیا به جهت مدت باقی ماندن در سمت نخست‌وزیری بود. برلوسکونی از سال ۱۹۹۴ تا ۲۰۱۳ عضو اتاق نمایندگان ایتالیا بود. او در سال ۲۰۱۳ و از سال ۲۰۲۲ تا ۲۰۲۳ به عنوان عضو مجلس سنای جمهوری ایتالیا مشغول به کار شد. سیلویو برلوسکونی از سال ۱۹۹۹ تا ۲۰۰۱ و از سال ۲۰۱۹ عضو پارلمان اروپا نیز بود.
برلوسکونی سهام‌دار عمده شرکت رسانه‌ای مدیاست و مالک پیشین باشگاه فوتبال ایتالیایی آ.ث. میلان از سال ۱۹۸۹ تا ۲۰۱۷ بود. وی ریاست حزب «به‌پیش ایتالیا» را بر عهده داشت و ثروتمندترین شخصیت سیاسی جهان نیز محسوب می‌شد. بر پایه فهرست تهیه شده توسط مجله فوربز در مارس ۲۰۱۷ او با سرمایه ۷ میلیارد دلاری، پنجمین فرد ثروتمند در ایتالیا بود. در سال ۲۰۱۸ مجله فوربز او را در رتبه ۱۹۰ ثروتمندترین مرد جهان با دارایی خالص ۸ میلیارد دلار قرار داد. در سال ۲۰۰۹ فوربز به دلیل تسلط بیش از بیست ساله او بر سیاست ایتالیا در راس حزب ائتلاف راست میانه، او را در رتبه دوازدهم فرد قدرتمندترین افراد جهان قرار داد.

## آغاز زندگی

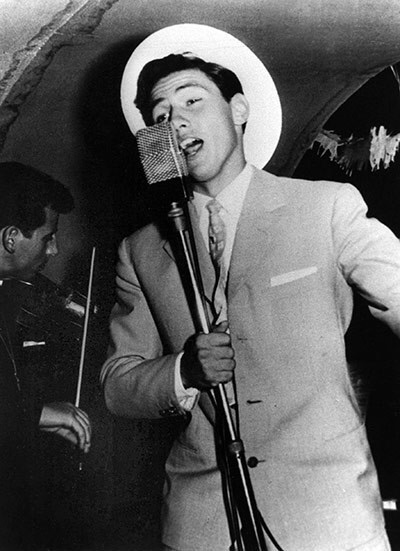
برلوسکونی در حال ترانه‌خوانی روی یک کشتی کروز در دهه ۱۹۶۰

سیلویو برلوسکونی در ۲۹ اکتبر ۱۹۳۶ در خانواده‌ای متوسط در شهر میلان زاده شد. او برای تحصیل در رشته حقوق به دانشگاه میلان رفت و همزمان در یک گروه موسیقی دانشجویی کنترباس می‌نواخت و گاهی در کشتی‌های تفریحی آواز می‌خواند. او همچنین به کار فروشندگی مشغول بود. برلوسکونی با پایان تحصیل خود در ۱۹۶۲ یک شرکت ساختمانی بنیان‌گذاشت و باغ‌شهری با ۳،۵۰۰ آپارتمان در حومه میلان ساخت که با نام میلانو دوئه (میلان ۲) شناخته می‌شود. منبع مالی این پروژه عظیم نامشخص بود و تحقیقاتی که در ادامه به عمل آمد به جایی نرسید.

## ورود به جهان رسانه
برلوسکونی در سال ۱۹۷۳ یک شبکه تلویزیونی به نام تله‌میلانو راه انداخت که در ابتدا قرار بود تنها به آپارتمان‌های میلانو دوئه خدمات بدهد پا به جهان رسانه گذاشت. او ظرف چهار سال، دو شبکه دیگر هم خرید و برنامه‌هایی خود را از استودیویی در مرکز میلان پخش می‌کرد.
برلوسکونی در سال ۱۹۷۸ با راه‌اندازی هلدینگ به نام فین‌اینوست دست به خرید شرکت‌های دیگر و توسعه سریع دارایی‌های خود زد. او بر بیش از ۱۵۰ شرکت از جمله آرنولدو موندادوری ادیتوره (بزرگترین انتشاراتی ایتالیا) و روزنامه ایل جورناله مسلط شد. برلوسکونی با خرید شمار زیادی شبکه تلویزیونی محلی و با اتصال آنها به یکدیگر انحصار رادیو و تلویزیون دولتی ایتالیا را به چالش کشید. در سال ۱۹۸۴ این موضوع به رویارویی برلوسکونی با نظام قضایی ایتالیا کشید. در نهایت، جایگاه رادیو و تلویزیون دولتی به عنوان تنها شبکه ملی ایتالیا تایید شد. اما برلوسکونی با استفاده از رابطه خود با بتینو کراشی، نخست‌وزیر سوسیالیست ایتالیا دولت را به تغییر قانون ترغیب کرد تا شبکه خصوصی او بتوانند به فعالیت‌های خود ادامه دهد.

## ورود به ورزش
در سال ۱۹۸۶ برلوسکونی باشگاه فوتبال آ.ث. میلان را خرید تا از محل علاقه ایتالیایی‌ها به فوتبال درآمد داشته باشد.

## سیاست
تحقیقات قضایی درباره فساد سیاسی گسترده در ایتالیای دهه ۱۹۸۰ و ۱۹۹۰ فرصت لازم را در سال ۱۹۹۴ در اختیار برلوسکونی گذاشت تا وارد سیاست شود. ورود او به سیاست به مصونیت قضایی در برابر اتهامات فساد و پولشویی می‌داد.
برلوسکونی با تبلیغات گسترده در شبکه‌های خصوصی خود در انتخابات ۱۹۹۴ به پیروزی رسید و به عنوان نخست‌وزیر یک دولت ائتلافی تشکیل داد. اما دولت او زیاد دوام نیاورد. زیرا اختلاف نظر میان سه حزب حاضر در این ائتلاف از یک سو، و متهم شدن برلوسکونی به تقلب مالیاتی در دادگاهی در میلان از طرف دیگر، به سقوط دولت بعد از هفت ماه منجر شد.
در سال ۲۰۰۱ برلوسکونی با شعار ایجاد تغییرات گسترده در اقتصاد ایتالیا، ساده‌سازی نظام مالیاتی و افزایش حقوق بازنشستگی بار دیگر در راس ائتلافی به نخست‌وزیری رسید. اما بدتر شدن وضع اقتصاد جهانی، مانع عمل برلوسکونی به وعده‌هایش شد. با وجود اینکه برلوسکونی قانون انتخابات را به نفع ائتلاف خود تغییر داده بود در سال ۲۰۰۶ از ائتلاف چپگرایان به رهبری رومانو پرودی شکست خورد.
با سقوط دولت رومانو پرودی در آوریل ۲۰۰۸ برلوسکونی بار دیگر به نخست‌وزیری رسید. اما خیلی زود چند دستگی، اختلاف درونی، و انحلال احزاب ائتلافی باعث مشکل در دولت برلوسکونی شد. ضربه آخر در مه ۲۰۱۱ هنگامی وارد شد که حزب برلوسکونی در انتخابات شوراها حتی در شهر میلان نتایج را واگذار کرد.
با اینکه مردم ایتالیا از خروج او شادمان بودند اما او در سال ۲۰۱۲ اعلام کرد که می‌خواهد دوباره برای مقام نخست‌وزیری رقابت کند و در انتخابات سال ۲۰۱۳ با اختلاف ۱ درصد در انتخابات شکست خورد. با انشعاب حزب مردمان آزادی پس از یک دوره سخت، برلوسکونی حزب تازه‌ای با نام قدیمی به‌پیش ایتالیا راه‌اندازی کرد.
با اینکه بر پایه قانون، خود برلوسکونی حق عهده‌دار شدن سمت نخست‌وزیری را نداشت اما حزب او می‌توانست در شکل گیری یک دولت راست میانه در ایتالیا نقش موثری داشته باشد. به‌گونه‌ای که در انتخابات سال ۲۰۱۹ حزب او ۱۴ درصد آرا را به دست آورد و برلوسکونی متعهد شد از تلاش‌های ماتئو سالوینی برای نخست‌وزیری حمایت کند. او بار دیگر در سال ۲۰۲۲ به پارلمان ایتالیا بازگشت و  حزب او در دولت ائتلافی جناح راست جورجا ملونی حضور داشت.

## نمادی نه چندان خوش‌نام
سیلویو برلوسکونی شخصیتی نمایشی و جذاب از خود ارائه می‌داد و نیازی هم به مخفی کردن علاقه‌اش به زنان و استفاده‌اش از جراحی پلاستیک برای جوانتر جلوه کردن احساس نمی‌کرد.
او به خاطر شوخ‌طبعی نابه‌جا هم بدنام شده بود. جایی گفته بود یکی از نمایندگان آلمانی پارلمان اروپا می‌تواند نگهبان خوبی برای اردوگاه اسیران باشد و جای دیگر ادعا کرده بود که موسولینی برخلاف نظر غالب رهبری آرام بود.
وقتی به این حرف‌های ایراد وارد شد می‌گفت که چیزی جز شوخی نبوده و در ادامه صحبت‌هایش مدعی شد که کمونیست‌ها بچه‌ها را می‌خورند.

چیزی که احتمالا بیش از همه باعث عصبانیت منتقدانش می‌شد حضورش در تمام سطوح زندگی در ایتالیا بود، مخصوصا رسانه‌هایش که به گفته خیلی‌ها مزیتی ناعادلانه در انتخابات بود.
ایتالیایی‌های بسیاری که به او رای می‌دادند بر این عقیده بودند که موفقیت‌های او به عنوان یک غول اقتصادی دلیلی بر توانایی‌هایش بود و برای همین باید اداره کشور هم به او سپرده می‌شد.
مخالفان او می‌گویند ادغام سیاست و تجارت بیشتر به نفع او بود تا ایتالیا ولی او این ادعا را رد می‌کرد. "اگر وقتی دارم از منافع همه دفاع می‌کنم، از منافع خودم هم دفاع کنم، دیگر جایی برای تضاد منافع باقی نمی‌ماند."

## حواشی

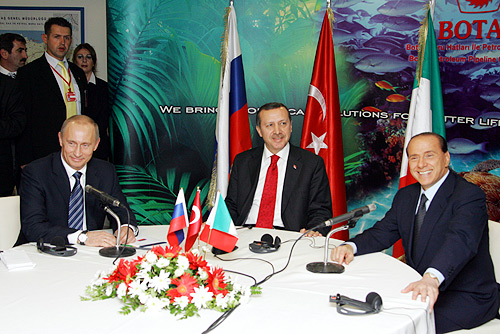
از راست: برلوسکونی، اردوغان رئیس‌جمهور ترکیه و پوتین رئیس‌جمهور روسیه، نوامبر ۲۰۰۵‏

### سیاست‌های آموزشی و اقتصادی
مردم ایتالیا در تاریخ ۱۶ و ۱۷ مهر ۱۳۸۹ نسبت به سیاست‌های آموزشی و اقتصادی دولت برلوسکونی دست به اعتراض زدند. یکی از مهم‌ترین بخش‌های این سیاست، برنامه سه ساله رم برای کاهش ۸۷ هزار شغل در بخش آموزش و ۴۴ هزار شغل دیگر در ادارات مختلف این کشور بود. سیاست گذاری‌های دولت برلوسکونی تا پایان سال ۲۰۱۳ به حذف ۱۳۰ هزار فرصت شغلی می‌انجامید.

### کسب رای اعتماد از مجلس
پیش از برگزاری جلسه پارلمان ایتالیا برای اخذ رای اعتماد به برلوسکونی، دادستانی این کشور تحقیقاتی را مبنی بر پرداخت رشوه به نمایندگان توسط وی آغاز نمود. این تحقیقات به واسطه شکایت رهبر حزب مخالف «ارزش‌های ایتالیا» انجام شد. برلوسکنی نیز شنبه ۲۰ آذر ۱۳۸۹ در جمع حامیان خود در میلان گفت: مخالفان دولت قصد دارند وی را بدنام و بی‌اعتبار کنند و با ایجاد بی‌ثباتی سیاسی به کشور لطمه بزنند. اتهام ارتشا برلوسکونی هزاران ایتالیایی را برای اعتراض به وی در آستانه جلسه رای اعتماد مجلس به خیابان‌ها کشاند.
در ۲۳ آذر ۱۳۸۹ سیلویو برلوسکونی توانست با اختلاف ۲ رای، رای اعتماد مجلس را کسب کند. با اعلام موفقیت برلوسکونی جمع زیادی از مردم ایتالیا به خیابان‌ها ریختند و علیه وی دست به اعتراض گسترده زدند. به نقل از رویترز مردم در نزدیکی دفتر برلوسکونی در رم، سطل‌های زباله و خودروها را به آتش کشیدند و شیشه مغازه‌ها را شکستند.

### پرونده‌های حقوقی
برلوسکونی دستکم شش بار به اتهاماتی مانند اختلاس، تقلب مالیاتی، دست‌کاری حساب‌ها، و تلاش برای رشوه دادن به یک قاضی در دادگاه محاکمه شد. ولی او یا تبرئه شد یا توانست محکومیت‌های خود را در دادگاه تجدید نظر لغو کند. در دیگر موارد هم پرونده، پیش از پایان دادرسی شامل مرور زمان شده و کنار گذاشته شد. بدترین پرونده برای او در سال ۲۰۱۳ بود که به جرم تقلب مالیاتی به تحمل چهار سال زندان محکوم شد و کرسی خود در سنای ایتالیا را نیز از دست داد. اما این زندان نیز با توجه به شرایط سنی او به یک سال خدمت اجتماعی کاهش یافت. برلوسکونی این خدمت اجتماعی را به سخره گرفته و گفت: این اقدامات نه تنها برای من، بلکه برای ایتالیا مضحک است.
برلوسکونی  برای داشتن رابطه جنسی با کریمه المحروق، روسپی که در آن هنگام زیر سن قانونی بود و سوء‌استفاده از قدرت به هفت سال زندان محکوم شد. ولی بالافاصله به این حکم اعتراض کرد.

### انتشار تصاویر ویلای برلوسکونی
در سال ۱۳۸۸ روزنامه ال پائیس اسپانیا در مقاله‌ای با عنوان تصاویری که برلوسکونی مایل نیست مردم ایتالیا آن‌ها را ببینند تصاویر نیمه‌عریانی از میرک توپولانک، نخست‌وزیر پیشین جمهوری چک به‌همراه دو زن دیگر در ویلای برلوسکونیبه چاپ رساند. در پی انتشار این تصاویر، سروصدای زیادی در ایتالیا به راه افتاد. برلوسکونی نیز در واکنش به انتشار این تصاویر گفت: «من به‌هیچ‌عنوان متأسف نیستم. این عکس‌ها نشان‌دهندهٔ هیچ‌گونه فساد اخلاقی نیست. این عکس‌ها تنها تجاوز به حریم خصوصی مرا نشان می‌دهد.»

### مهمانی‌های موسوم به بونگا بونگا
برلوسکونی در مورد اینکه شب سال نو خود را چگونه گذرانده است در یک تماس تلفنی شنود شده در سال ۲۰۰۹ می‌گوید: «دیروز عصر بیرون از اتاقم صف بود... یازده نفر بودند: من فقط کار هشت نفر را ساختم چونکه نمی‌توانستم بیشتر از این ادامه دهم، نمی‌توان به همه چیز رسید.»
میهمانی‌های موسوم به «بونگا بونگا» مهمانی‌های شبانه‌ای بودند که دادستان‌ها معتقد بودند که این دورهمی‌ها با انگیزه‌های جنسی بوده و زنان برای شرکت در آن‌ها پول دریافت کرده و اغوا شده بودند. برخی از شاهدان در مورد این مجالس گفته بودند که دختران به طرز تحریک‌آمیزی خود را برای نخست‌وزیر وقت ایتالیا برهنه می‌کردند.

### هزینه‌های حقوقی
در سال ۲۰۰۹ برلوسکونی اعلام کرده‌است که در ۲۵۰۰ جلسه دادگاه حاضر شده‌است که بالغ بر ۳۰۰ میلیون دلار برای این پرونده‌ها هزینه کرده‌است.

### جنگ اوکراین
او دوست دیرینه ولادیمیر پوتین بود و زمانی که دولت ایتالیا به شدت از دولت اوکراین پشیبانی می‌کرد او اوکراین را مسئول حمله روسیه می‌دانست.

## بیماری
در آوریل ۲۰۲۳ برلوسکونی در بیمارستان سن رافائله شهر میلان بستری شد. وی به دلیل سینه‌پهلوی ناشی از نوعی سرطان خون، تحت مراقبت‌های ویژه قرار گرفت. در ۶ آوریل گزارش شد که برلوسکونی شیمی‌درمانی را آغاز کرده است. در ماه مه ۲۰۲۳ ویدئویی از برلوسکونی در مهمانی حزب فورزا ایتالیا پخش شد. برلوسکونی در این ویدئو اعلام کرد که پس از یک ماه بستری شدن در بیمارستان آماده بازگشت‌به‌کار است و حتی زمانی که در بیمارستان بستری بود هرگز دست از کار نکشیده است.

## درگذشت
برلوسکونی در ۹ ژوئن ۲۰۲۳ در بیمارستان بستری شد و پس از تحمل یک دوره بیماری، صبح روز دوشنبه ۱۲ ژوئن ۲۰۲۳ در بیمارستان سن رافائله میلان در سن ۸۶ سالگی درگذشت.